# Bahusrutíja

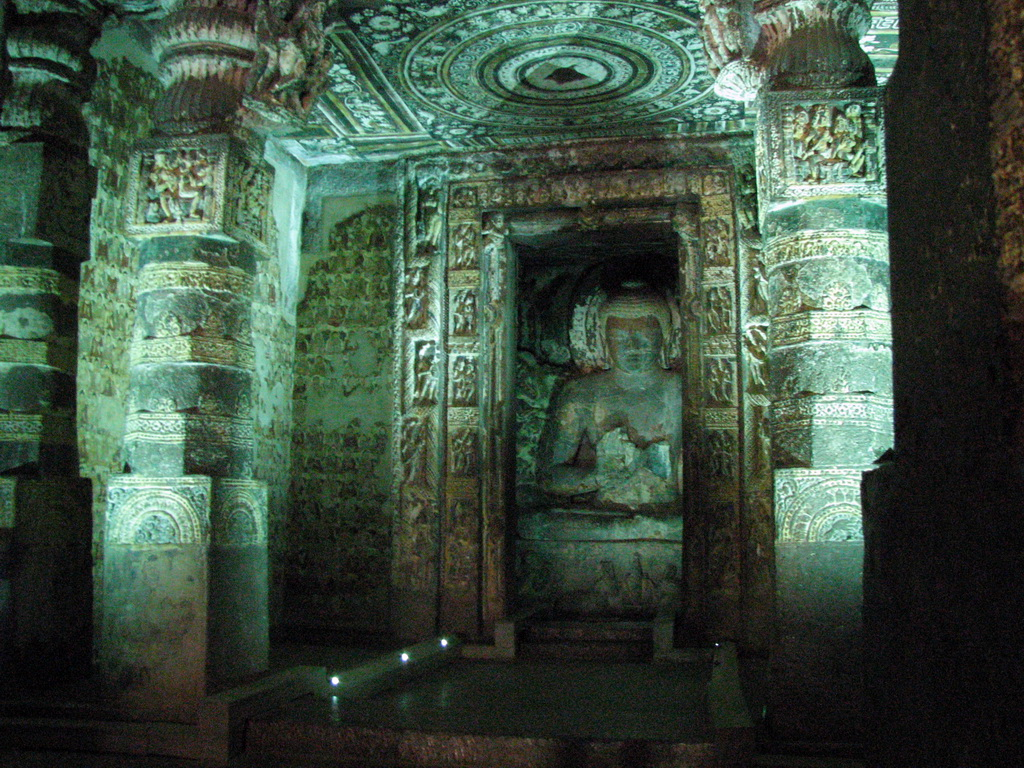
Mahászanghika barlangtemplomok, Adzsanta, Mahárástra, India

A bahusrutíja (szanszkrit; kínai: 多聞部, pinjin: Duōwén Bù) korai buddhista iskola, amelyről a mahájána doxológiai forrásai alapján úgy tartják, hogy a mahászánghika iskolából vált ki a történelmi Buddha halála után több mint kétszáz évvel.

## Elnevezése
A bahusrutíja név szó szerinti jelentése "azok, akik sokat hallottak" (azaz "műveltek"). Kínai fordítása (Duoven Bu (多聞部) - "nagyon-kemény szekta") is illeszkedik ehhez az etimológiai vonalhoz.

## Eredete
Paramartha, 6. századi indiai szerzetes azt írta, hogy a bahusrutíja szekta alapítóját Jádzsnavalkjának hívták. Jádzsnavalkja Buddha idején élt és hallotta a megvilágosodott beszédeit, azonban Buddha parinirvánája idején mély, 200 évig tartó szamádhi meditációban volt. A meditáció végeztével felismerte, hogy a mahászanghika tanítások csak a szútrák felszínes értelmezésai és ezért megalapította a bahusrutíja szektát.

## Tanok és a kánon
Paramartha jellemzése alapján a bahusrutíja irányzat elfogadta a hínajána és a mahájána tanításokat is. Szerinte azért hozták létre ezt az új irányzatot, hogy magába foglalhassa mind a "konvencionális" és a "legvégső értelemben vett" igazságokat is. Sree Padma és Anthony Barber ebbe a mahájána tanítások is beletartoztak.
Vaszumitra szerint a bahusrutíják Buddha tanításai közül az állandótlanság, szenvedés, üresség és nirvána fogalmát természetfelettinek tekintették, más tanokat viszont világinak gondoltak.
A többi mahászanghika szektához hasonlóan a bahusrutíja szekta szerzetesei is úgy tartották, hogy az arhatok esendőek.

## Tattvasziddhi Sásztra
A Tattvasziddhi Sásztra, vagy más néven Szatjasziddhi Sásztra egy létező abhidharma szöveg, amelyet egy indiai szerzetes (Harivarman) írt a 4. században. Harivarmanról úgy tartják, hogy a bahusrutíja iskolához tartozott, annak ellenére, hogy ez a szöveg jobban hasonlít a szarvásztiváda irányzatba tartozó Szautrántika iskola szövegeire. Ez az abhidharma ma a kínai buddhista kánon részét képezi, 16 füzetben (Taisó Tripitaka, 1646). A tudósok egyetértenek abban, hogy ez az abhidharma szöveg hínajána és mahájána szövegek kombinációja.